# Singapurische Eishockeynationalmannschaft
Die singapurische Eishockeynationalmannschaft der Herren gehört zur Singapore Ice Hockey Association, dem Eishockeyverband von Singapur. Aktueller Trainer ist Robert Wallace Martini. In der IIHF-Weltrangliste belegte die Mannschaft nach der Weltmeisterschaft 2022 den 55. Platz.

## Geschichte
Die Eishockeynationalmannschaft von Singapur nahm 2008 an ihrem ersten offiziellen Turnier teil, als sie beim IIHF Challenge Cup of Asia in Hongkong, China, antrat und den fünften von sechs Plätzen belegte. Auch an der zweiten Austragung des IIHF Challenge Cup of Asia nahm Singapur 2009 teil. Nachdem die Auswahlmannschaft in ihrer Vorrundengruppe den dritten Platz hinter den Vereinigten Arabischen Emiraten und Hongkong belegt hatte, musste sie in die Platzierungsrunde um die Plätze fünf bis acht. In dieser besiegte sie zunächst Indien mit 5:0, ehe sie im Spiel um Platz fünf mit 1:5 gegen die Mongolei verlor.
Beim IIHF Challenge Cup of Asia 2010 belegte Singapur den neunten Rang. Drei Jahre später beim Turnier in Bangkok belegte das Team aus dem Stadtstaat, das beim 13:4 gegen Indien den höchsten Sieg der Länderspielgeschichte feierte, ebenfalls den neunten Rang. Ein Jahr später war der Challenge Cup erstmals nach dem Vorbild der Weltmeisterschaft in Divisionen aufgeteilt. Singapur belegte beim Turnier der Division I im kirgisischen Bischkek den dritten Platz, was ebenfalls einem neunten Gesamtplatz entsprach. Seit 2016 spielt die Mannschaft in der Top-Division des Challenge Cups und belegte dort sowohl 2017, als auch 2018 jeweils den vierten Platz.
2022 nahm Singapur erstmals an der Weltmeisterschaft in der neu geschaffenen Division IV teil, wo das Nationalteam den dritten Platz innerhalb der Division erreichte und damit den Aufstieg in die Division III schaffte. Dort gelang mit dem vierten Platz bei der Weltmeisterschaft 2023 der Klassenerhalt.

## Platzierungen

### Weltmeisterschaft
- 2022: 3. Platz, Division IV (Aufstieg in die Division IIIB)
- 2023: 4. Platz, Division III, Gruppe B
- 2024: 5. Platz, Division III, Gruppe B
- 2025: 6. Platz, Division III, Gruppe B (Abstieg in die Division IV)

### Winter-Asienspiele
- 2017: 10. Platz (6. Platz Division I)
- 2025: 11. Platz

### IIHF Challenge Cup of Asia
- 2008: 5. Platz
- 2009: 6. Platz
- 2010: 9. Platz
- 2011: nicht teilgenommen
- 2012: nicht teilgenommen
- 2013: 9. Platz
- 2014: 9. Platz (3. Platz Division I)
- 2015: 7. Platz (2. Platz Division I)
- 2016: 5. Platz
- 2017: 4. Platz
- 2018: 4. Platz
- 2019: 3. Platz

### Südostasienspiele
- 2017: 4. Platz
- 2019: 2. Platz